# Lijst van metrostations in Berlijn
Hieronder een lijst van de stations van de metro van Berlijn met lijnnummer(s), openingsdatum en ligging. Het Berlijnse metronet telt in totaal 175 stations (overstapstations eenmaal geteld), waarvan de overgrote meerderheid ondergronds ligt. Op 20 stations kan tussen verschillende metrolijnen worden overgestapt, aansluiting op de S-Bahn bestaat op 31 metrostations en op 10 plaatsen is er een overstapmogelijkheid op de regionale en nationale spoorwegen. De gemiddelde afstand tussen twee stations bedraagt 785 meter.

## A
| Station             | Lijn         | Geopend    | Ligging     |
| ------------------- | ------------ | ---------- | ----------- |
| Adenauerplatz       | U7 (Berlijn) | 28-04-1978 | ondergronds |
| Afrikanische Straße | U6 (Berlijn) | 03-05-1956 | ondergronds |
| Alexanderplatz      | U2 (Berlijn) | 01-07-1913 | ondergronds |
| Alexanderplatz      | U5 (Berlijn) | 21-12-1930 | ondergronds |
| Alexanderplatz      | U8 (Berlijn) | 18-04-1930 | ondergronds |
| Alt-Mariendorf      | U6 (Berlijn) | 28-02-1966 | ondergronds |
| Alt-Tegel           | U6 (Berlijn) | 29-05-1958 | ondergronds |
| Alt-Tempelhof       | U6 (Berlijn) | 28-02-1966 | ondergronds |
| Altstadt Spandau    | U7 (Berlijn) | 01-10-1984 | ondergronds |
| Amrumer Straße      | U9 (Berlijn) | 28-08-1961 | ondergronds |
| Augsburger Straße   | U3 (Berlijn) | 08-05-1961 | ondergronds |

## B
| Station           | Lijn         | Geopend    | Ligging     |
| ----------------- | ------------ | ---------- | ----------- |
| Bayerischer Platz | U4 (Berlijn) | 01-12-1910 | ondergronds |
| Bayerischer Platz | U7 (Berlijn) | 19-01-1971 | ondergronds |
| Berliner Straße   | U7 (Berlijn) | 29-01-1971 | ondergronds |
| Berliner Straße   | U9 (Berlijn) | 29-01-1971 | ondergronds |
| Bernauer Straße   | U8 (Berlijn) | 18-04-1930 | ondergronds |
| Biesdorf-Süd      | U5 (Berlijn) | 01-07-1988 | maaiveld    |
| Birkenstraße      | U9 (Berlijn) | 28-01-1961 | ondergronds |
| Bismarckstraße    | U2 (Berlijn) | 28-04-1978 | ondergronds |
| Bismarckstraße    | U7 (Berlijn) | 28-04-1978 | ondergronds |
| Blaschkoallee     | U7 (Berlijn) | 28-09-1963 | ondergronds |
| Blissestraße      | U7 (Berlijn) | 29-01-1971 | ondergronds |
| Boddinstraße      | U8 (Berlijn) | 17-07-1927 | ondergronds |
| Borsigwerke       | U6 (Berlijn) | 31-05-1958 | ondergronds |
| Brandenburger Tor | U5 (Berlijn) | 08-08-2009 | ondergronds |
| Breitenbachplatz  | U3 (Berlijn) | 12-10-1913 | ondergronds |
| Britz-Süd         | U7 (Berlijn) | 29-09-1963 | ondergronds |
| Bülowstraße       | U2 (Berlijn) | 11-03-1902 | viaduct     |
| Bundesplatz       | U9 (Berlijn) | 29-01-1971 | ondergronds |
| Bundestag         | U5 (Berlijn) | 08-08-2009 | ondergronds |

## C
| Station          | Lijn         | Geopend    | Ligging  |
| ---------------- | ------------ | ---------- | -------- |
| Cottbusser Platz | U5 (Berlijn) | 01-07-1989 | maaiveld |

## D
| Station       | Lijn         | Geopend    | Ligging     |
| ------------- | ------------ | ---------- | ----------- |
| Dahlem-Dorf   | U3 (Berlijn) | 12-10-1913 | uitgraving  |
| Deutsche Oper | U2 (Berlijn) | 14-05-1906 | ondergronds |

## E
| Station             | Lijn         | Geopend    | Ligging     |
| ------------------- | ------------ | ---------- | ----------- |
| Eberswalder Straße  | U2 (Berlijn) | 27-07-1913 | viaduct     |
| Eisenacher Straße   | U7 (Berlijn) | 29-01-1971 | ondergronds |
| Elsterwerdaer Platz | U5 (Berlijn) | 21-07-1988 | spoordijk   |
| Ernst-Reuter-Platz  | U2 (Berlijn) | 14-12-1902 | ondergronds |

## F
| Station                                    | Lijn         | Geopend    | Ligging     |
| ------------------------------------------ | ------------ | ---------- | ----------- |
| Fehrbelliner Platz                         | U3 (Berlijn) | 12-10-1913 | ondergronds |
| Fehrbelliner Platz                         | U7 (Berlijn) | 29-01-1971 | ondergronds |
| Frankfurter Allee                          | U5 (Berlijn) | 21-12-1930 | ondergronds |
| Frankfurter Tor                            | U5 (Berlijn) | 21-12-1930 | ondergronds |
| Franz-Neumann-Platz (Am Schäfersee)        | U8 (Berlijn) | 27-04-1987 | ondergronds |
| Französische Straße gesloten op 04-12-2020 |              | 30-01-1923 | ondergronds |
| Freie Universität (Thielplatz)             | U3 (Berlijn) | 12-10-1913 | uitgraving  |
| Friedrichsfelde                            | U5 (Berlijn) | 21-12-1930 | ondergronds |
| Friedrichstraße                            | U6 (Berlijn) | 30-01-1923 | ondergronds |
| Friedrich-Wilhelm-Platz                    | U9 (Berlijn) | 29-01-1971 | ondergronds |

## G
| Station           | Lijn         | Geopend    | Ligging     |
| ----------------- | ------------ | ---------- | ----------- |
| Gesundbrunnen     | U8 (Berlijn) | 18-04-1930 | ondergronds |
| Gleisdreieck      | U1 (Berlijn) | 03-11-1912 | viaduct     |
| Gleisdreieck      | U2 (Berlijn) | 03-11-1912 | viaduct     |
| Gleisdreieck      | U3 (Berlijn) | 03-11-1912 | viaduct     |
| Gneisenaustraße   | U7 (Berlijn) | 19-04-1924 | ondergronds |
| Görlitzer Bahnhof | U1 (Berlijn) | 18-02-1902 | viaduct     |
| Grenzallee        | U7 (Berlijn) | 21-12-1930 | ondergronds |
| Güntzelstraße     | U9 (Berlijn) | 29-01-1971 | ondergronds |

## H
| Station               | Lijn         | Geopend    | Ligging     |
| --------------------- | ------------ | ---------- | ----------- |
| Halemweg              | U7 (Berlijn) | 01-10-1980 | ondergronds |
| Hallesches Tor        | U1 (Berlijn) | 18-02-1902 | viaduct     |
| Hallesches Tor        | U3 (Berlijn) | 18-02-1902 | viaduct     |
| Hallesches Tor        | U6 (Berlijn) | 30-01-1923 | ondergronds |
| Hansaplatz            | U9 (Berlijn) | 28-08-1961 | ondergronds |
| Haselhorst            | U7 (Berlijn) | 01-10-1984 | ondergronds |
| Hauptbahnhof          | U5 (Berlijn) | 08-08-2009 | ondergronds |
| Hausvogteiplatz       | U2 (Berlijn) | 01-10-1908 | ondergronds |
| Heidelberger Platz    | U3 (Berlijn) | 12-10-1913 | ondergronds |
| Heinrich-Heine-Straße | U8 (Berlijn) | 06-04-1928 | ondergronds |
| Hellersdorf           | U5 (Berlijn) | 01-07-1989 | uitgraving  |
| Hermannplatz          | U7 (Berlijn) | 11-04-1926 | ondergronds |
| Hermannplatz          | U8 (Berlijn) | 17-07-1927 | ondergronds |
| Hermannstraße         | U8 (Berlijn) | 13-07-1996 | ondergronds |
| Hohenzollernplatz     | U3 (Berlijn) | 12-10-1913 | ondergronds |
| Holzhauser Straße     | U6 (Berlijn) | 31-05-1958 | spoordijk   |
| Hönow                 | U5 (Berlijn) | 01-07-1989 | maaiveld    |

## I
| Station           | Lijn         | Geopend    | Ligging     |
| ----------------- | ------------ | ---------- | ----------- |
| Innsbrucker Platz | U4 (Berlijn) | 01-12-1910 | ondergronds |

## J
| Station                 | Lijn         | Geopend    | Ligging     |
| ----------------------- | ------------ | ---------- | ----------- |
| Jakob-Kaiser-Platz      | U7 (Berlijn) | 01-10-1980 | ondergronds |
| Jannowitzbrücke         | U8 (Berlijn) | 18-04-1930 | ondergronds |
| Johannisthaler Chaussee | U7 (Berlijn) | 02-01-1970 | ondergronds |
| Jungfernheide           | U7 (Berlijn) | 01-10-1980 | ondergronds |

## K
| Station                      | Lijn         | Geopend    | Ligging     |
| ---------------------------- | ------------ | ---------- | ----------- |
| Kaiserdamm                   | U2 (Berlijn) | 29-03-1908 | ondergronds |
| Kaiserin-Augusta-Straße      | U6 (Berlijn) | 28-02-1966 | ondergronds |
| Karl-Bonhoeffer-Nervenklinik | U8 (Berlijn) | 24-09-1994 | ondergronds |
| Karl-Marx-Straße             | U7 (Berlijn) | 11-04-1926 | ondergronds |
| Kaulsdorf-Nord               | U5 (Berlijn) | 01-07-1989 | uitgraving  |
| Kienberg (Gärten der Welt)   | U5 (Berlijn) | 01-07-1989 | uitgraving  |
| Kleistpark                   | U7 (Berlijn) | 29-01-1971 | ondergronds |
| Klosterstraße                | U2 (Berlijn) | 01-07-1913 | ondergronds |
| Kochstraße                   | U6 (Berlijn) | 30-01-1923 | ondergronds |
| Konstanzer Straße            | U7 (Berlijn) | 28-04-1978 | ondergronds |
| Kottbusser Tor               | U1 (Berlijn) | 18-02-1902 | viaduct     |
| Kottbusser Tor               | U3 (Berlijn) | 18-02-1902 | viaduct     |
| Kottbusser Tor               | U8 (Berlijn) | 12-02-1928 | ondergronds |
| Krumme Lanke                 | U3 (Berlijn) | 22-12-1929 | uitgraving  |
| Kurfürstendamm               | U1 (Berlijn) | 02-09-1961 | ondergronds |
| Kurfürstendamm               | U9 (Berlijn) | 28-08-1961 | ondergronds |
| Kurfürstenstraße             | U1 (Berlijn) | 26-10-1926 | ondergronds |
| Kurfürstenstraße             | U3 (Berlijn) | 26-10-1926 | ondergronds |
| Kurt-Schumacher-Platz        | U6 (Berlijn) | 03-05-1956 | ondergronds |

## L
| Station            | Lijn         | Geopend    | Ligging     |
| ------------------ | ------------ | ---------- | ----------- |
| Leinestraße        | U8 (Berlijn) | 04-08-1929 | ondergronds |
| Leopoldplatz       | U6 (Berlijn) | 08-03-1923 | ondergronds |
| Leopoldplatz       | U9 (Berlijn) | 28-08-1961 | ondergronds |
| Lichtenberg        | U5 (Berlijn) | 21-12-1930 | ondergronds |
| Lindauer Allee     | U8 (Berlijn) | 24-09-1994 | ondergronds |
| Lipschitzallee     | U7 (Berlijn) | 02-01-1970 | ondergronds |
| Louis-Lewin-Straße | U5 (Berlijn) | 01-07-1989 | maaiveld    |

## M
| Station                    | Lijn         | Geopend    | Ligging     |
| -------------------------- | ------------ | ---------- | ----------- |
| Magdalenenstraße           | U5 (Berlijn) | 21-12-1930 | ondergronds |
| Märkisches Museum          | U2 (Berlijn) | 01-07-1913 | ondergronds |
| Mehringdamm                | U6 (Berlijn) | 07-04-1924 | ondergronds |
| Mehringdamm                | U7 (Berlijn) | 07-04-1924 | ondergronds |
| Mendelssohn-Bartholdy-Park | U2 (Berlijn) | 02-10-1998 | viaduct     |
| Mierendorffplatz           | U7 (Berlijn) | 01-10-1980 | ondergronds |
| Möckernbrücke              | U1 (Berlijn) | 18-02-1902 | viaduct     |
| Möckernbrücke              | U3 (Berlijn) | 18-02-1902 | viaduct     |
| Möckernbrücke              | U7 (Berlijn) | 28-02-1966 | ondergronds |
| Mohrenstraße               | U2 (Berlijn) | 01-10-1908 | ondergronds |
| Moritzplatz                | U8 (Berlijn) | 06-04-1928 | ondergronds |
| Museuminsel                | U5 (Berlijn) | 09-07-2021 | ondergronds |

## N
| Station                                 | Lijn         | Geopend    | Ligging     |
| --------------------------------------- | ------------ | ---------- | ----------- |
| Naturkundemuseum                        | U6 (Berlijn) | 30-01-1923 | ondergronds |
| Nauener Platz                           | U9 (Berlijn) | 30-04-1976 | ondergronds |
| Neu-Westend                             | U2 (Berlijn) | 20-05-1922 | ondergronds |
| Neukölln                                | U7 (Berlijn) | 21-12-1930 | ondergronds |
| Nollendorfplatz                         | U2 (Berlijn) | 11-03-1902 | viaduct     |
| Nollendorfplatz                         | U1 (Berlijn) | 26-10-1926 | ondergronds |
| Nollendorfplatz                         | U3 (Berlijn) | 26-10-1926 | ondergronds |
| Nollendorfplatz                         | U4 (Berlijn) | 26-10-1926 | ondergronds |
| Nürnberger Platz gesloten op 01-06-1959 |              | 12-10-1913 | ondergronds |

## O
| Station                   | Lijn         | Geopend    | Ligging     |
| ------------------------- | ------------ | ---------- | ----------- |
| Olympia-Stadion           | U2 (Berlijn) | 08-06-1913 | uitgraving  |
| Onkel Toms Hütte          | U3 (Berlijn) | 22-12-1929 | ondergronds |
| Oranienburger Tor         | U6 (Berlijn) | 30-01-1923 | ondergronds |
| Oskar-Helene-Heim         | U3 (Berlijn) | 22-12-1929 | uitgraving  |
| Osloer Straße             | U8 (Berlijn) | 05-10-1977 | ondergronds |
| Osloer Straße             | U9 (Berlijn) | 30-04-1976 | ondergronds |
| Osthafen verwoest in WOII |              | 18-02-1902 | viaduct     |
| Otisstraße                | U6 (Berlijn) | 31-05-1958 | spoordijk   |

## P
| Station              | Lijn         | Geopend    | Ligging     |
| -------------------- | ------------ | ---------- | ----------- |
| Pankow               | U2 (Berlijn) | 16-08-2000 | ondergronds |
| Pankstraße           | U8 (Berlijn) | 05-10-1977 | ondergronds |
| Paracelsus-Bad       | U8 (Berlijn) | 30-04-1987 | ondergronds |
| Paradestraße         | U6 (Berlijn) | 10-09-1927 | ondergronds |
| Parchimer Allee      | U7 (Berlijn) | 28-09-1963 | ondergronds |
| Paulsternstraße      | U7 (Berlijn) | 01-10-1984 | ondergronds |
| Platz der Luftbrücke | U6 (Berlijn) | 14-02-1926 | ondergronds |
| Podbielskiallee      | U3 (Berlijn) | 12-10-1913 | uitgraving  |
| Potsdamer Platz      | U2 (Berlijn) | 18-02-1902 | ondergronds |
| Prinzenstraße        | U1 (Berlijn) | 18-08-1902 | viaduct     |
| Prinzenstraße        | U3 (Berlijn) | 18-08-1902 | viaduct     |

## R
| Station                | Lijn         | Geopend    | Ligging     |
| ---------------------- | ------------ | ---------- | ----------- |
| Rathaus Neukölln       | U7 (Berlijn) | 11-04-1926 | ondergronds |
| Rathaus Reinickendorf  | U8 (Berlijn) | 24-09-1994 | ondergronds |
| Rathaus Schöneberg     | U4 (Berlijn) | 01-12-1910 | maaiveld    |
| Rathaus Spandau        | U7 (Berlijn) | 01-10-1984 | ondergronds |
| Rathaus Steglitz       | U9 (Berlijn) | 30-09-1974 | ondergronds |
| Rehberge               | U6 (Berlijn) | 03-05-1956 | ondergronds |
| Reinickendorfer Straße | U6 (Berlijn) | 08-03-1923 | ondergronds |
| Residenzstraße         | U8 (Berlijn) | 27-04-1987 | ondergronds |
| Richard-Wagner-Platz   | U7 (Berlijn) | 14-05-1906 | ondergronds |
| Rohrdamm               | U7 (Berlijn) | 01-10-1980 | ondergronds |
| Rosa-Luxemburg-Platz   | U2 (Berlijn) | 27-07-1913 | ondergronds |
| Rosenthaler Platz      | U8 (Berlijn) | 18-04-1930 | ondergronds |
| Rotes Rathaus          | U5 (Berlijn) | 04-12-2020 | ondergronds |
| Rüdesheimer Platz      | U3 (Berlijn) | 12-10-1913 | ondergronds |
| Rudow                  | U7 (Berlijn) | 01-07-1972 | ondergronds |
| Ruhleben               | U2 (Berlijn) | 22-12-1929 | spoordijk   |

## S
| Station                | Lijn         | Geopend    | Ligging     |
| ---------------------- | ------------ | ---------- | ----------- |
| Samariterstraße        | U5 (Berlijn) | 21-12-1930 | ondergronds |
| Scharnweberstraße      | U6 (Berlijn) | 31-05-1958 | spoordijk   |
| Schillingstraße        | U5 (Berlijn) | 21-12-1930 | ondergronds |
| Schlesisches Tor       | U1 (Berlijn) | 18-02-1902 | viaduct     |
| Schlesisches Tor       | U3 (Berlijn) | 18-02-1902 | viaduct     |
| Schloßstraße           | U9 (Berlijn) | 30-09-1974 | ondergronds |
| Schönhauser Allee      | U2 (Berlijn) | 27-07-1913 | viaduct     |
| Schönleinstraße        | U8 (Berlijn) | 17-07-1927 | ondergronds |
| Schwartzkopffstraße    | U6 (Berlijn) | 08-03-1923 | ondergronds |
| Seestraße              | U6 (Berlijn) | 08-03-1923 | ondergronds |
| Senefelderplatz        | U2 (Berlijn) | 27-07-1913 | ondergronds |
| Siemensdamm            | U7 (Berlijn) | 01-10-1980 | ondergronds |
| Sophie-Charlotte-Platz | U2 (Berlijn) | 29-03-1908 | ondergronds |
| Spichernstraße         | U3 (Berlijn) | 02-06-1959 | ondergronds |
| Spichernstraße         | U9 (Berlijn) | 28-08-1961 | ondergronds |
| Spittelmarkt           | U2 (Berlijn) | 01-10-1908 | ondergronds |
| Stadtmitte             | U2 (Berlijn) | 01-10-1908 | ondergronds |
| Stadtmitte             | U6 (Berlijn) | 30-01-1923 | ondergronds |
| Strausberger Platz     | U5 (Berlijn) | 21-12-1930 | ondergronds |
| Südstern               | U7 (Berlijn) | 14-12-1924 | ondergronds |

## T
| Station             | Lijn         | Geopend    | Ligging     |
| ------------------- | ------------ | ---------- | ----------- |
| Tempelhof           | U6 (Berlijn) | 22-12-1929 | ondergronds |
| Theodor-Heuss-Platz | U2 (Berlijn) | 29-03-1908 | ondergronds |
| Tierpark            | U5 (Berlijn) | 25-06-1973 | ondergronds |
| Turmstraße          | U9 (Berlijn) | 28-08-1961 | ondergronds |

## U
| Station          | Lijn         | Geopend    | Ligging     |
| ---------------- | ------------ | ---------- | ----------- |
| Uhlandstraße     | U1 (Berlijn) | 12-10-1913 | ondergronds |
| Ullsteinstraße   | U6 (Berlijn) | 28-02-1966 | ondergronds |
| Unter den Linden | U5 (Berlijn) | 04-12-2020 | ondergronds |
| Unter den Linden | U6 (Berlijn) | 04-12-2020 | ondergronds |

## V
| Station              | Lijn         | Geopend    | Ligging     |
| -------------------- | ------------ | ---------- | ----------- |
| Viktoria-Luise-Platz | U4 (Berlijn) | 01-12-1910 | ondergronds |
| Vinetastraße         | U2 (Berlijn) | 29-06-1930 | ondergronds |
| Voltastraße          | U8 (Berlijn) | 18-04-1930 | ondergronds |

## W
| Station                 | Lijn         | Geopend    | Ligging     |
| ----------------------- | ------------ | ---------- | ----------- |
| Walther-Schreiber-Platz | U9 (Berlijn) | 29-01-1971 | ondergronds |
| Warschauer Straße       | U1 (Berlijn) | 17-08-1902 | viaduct     |
| Warschauer Straße       | U3 (Berlijn) | 17-08-1902 | viaduct     |
| Weberwiese              | U5 (Berlijn) | 21-12-1930 | ondergronds |
| Wedding                 | U6 (Berlijn) | 08-03-1923 | ondergronds |
| Weinmeisterstraße       | U8 (Berlijn) | 18-04-1930 | ondergronds |
| Westhafen               | U9 (Berlijn) | 28-08-1961 | ondergronds |
| Westphalweg             | U6 (Berlijn) | 28-02-1966 | ondergronds |
| Wilmersdorfer Straße    | U7 (Berlijn) | 28-04-1978 | ondergronds |
| Wittenau                | U8 (Berlijn) | 24-09-1994 | ondergronds |
| Wittenbergplatz         | U1 (Berlijn) | 11-03-1902 | ondergronds |
| Wittenbergplatz         | U2 (Berlijn) | 11-03-1902 | ondergronds |
| Wittenbergplatz         | U3 (Berlijn) | 11-03-1902 | ondergronds |
| Wuhletal                | U5 (Berlijn) | 01-07-1989 | spoordijk   |
| Wutzkyallee             | U7 (Berlijn) | 02-01-1970 | ondergronds |

## Y
| Station     | Lijn         | Geopend    | Ligging     |
| ----------- | ------------ | ---------- | ----------- |
| Yorckstraße | U7 (Berlijn) | 29-01-1971 | ondergronds |

## Z
| Station             | Lijn         | Geopend    | Ligging     |
| ------------------- | ------------ | ---------- | ----------- |
| Zitadelle           | U7 (Berlijn) | 01-10-1984 | ondergronds |
| Zoologischer Garten | U2 (Berlijn) | 11-03-1902 | ondergronds |
| Zoologischer Garten | U9 (Berlijn) | 28-08-1961 | ondergronds |
| Zwickauer Damm      | U7 (Berlijn) | 02-01-1970 | ondergronds |

U1 · U2 · U3 · U4 · U5 · U55 · U6 · U7 · U8 · U9 · (U10 · U11 · U12)
Geschiedenis · Stations · Materieel · Architectuur · Kaart